# جميل ولاية
جميل ولاية (1929- 2013م) مخرج وباحث موسيقي وكاتب سوري. 

## ولادته ونشأته
ولد في مدينة حلب السورية عام 1929 م . درس في المدرسة الهاشمية بحلب.
دخل عالم الإخراج الإذاعي والمسرحي والتلفازي بالهواية والتحصيل الذاتي. وتقدَّم إلى مسابقة في التلفاز السوري سنة 1959، وقُبل فيها وانتقل إلى دمشق ليرافقَ الشاشة الصغيرة منذ ولادتها. انتسب إلى نقابة الفنانين عام 1968 م.

## دراسته الموسيقية
حضر جميل ولاية دروس الموسيقا النظرية للشيخ علي الدرويش، وعمر البطش، وكان حسن بصال يصحبه إلى تمارين تضم عازفين ومنشدين ومغنين، فحفظ عددًا من الموشحات، وفاصل (اسقِ العطاش)، وعرَف عازف القانون شكري انطكلي، والفنان صبري مدلل، وبهجت حسان تلميذ عمر البطش ومدرب رقص السماح وملحن أغاني السماح، وتعلَّم عزف العود على أصوله من أستاذين كبيرين هما محمد رجب وإبراهيم الدرويش، وأصول الغناء، وحفظ القدود الحلبية والأغاني المتوارَثة من الأستاذ أحمد الفقش.
وحينما أصبح مخرجًا في الإذاعة اتصل بكبار فناني حلب مثل: عبد اللطيف النبكي، وتوفيق الصباغ، وبكري كردي، وأسعد سالم، ومحمد النصار، وأنطوان زابيطا، وعزيز غنام، وممدوح الجابري، وصباح فخري، وعبد الرحمن جبقجي، ومحمد عبدو، ومجدي العقيلي، وعبد القادر الحجار.

## أعماله
قدَّم أعمالًا كثيرة عن الموسيقا والنغم، كتابةً وإعدادًا وإخراجًا. أهمُّها برنامج (مع الموسيقا العربية) في 64 حلقة.

### أفلام تِلفازية
● العادلون، لألبير كامو.
● السلطان الحائر، لتوفيق الحكيم.
● بيت الدمية، لإبسن.
● المومس الفاضلة، لسارتر.
● ماريانا، للوركا.
● ثلاثة أجيال، للوتشيا ديمتريوس.
● في بيوت الناس.
● العناكب والنسور.
● يطولوك يا ليل الدروب القصيرة، لأديب السيد.
● الستائر الزرق، لإلفة الإدلبي.

### أفلام سنمائية
شارك في التمثيل في عدد من الأفلام منها:
- المخدوعون
- مقلب حب
- مقلب من المكسيك
- غابة الذئاب

### أفلام وثائقية
- أخرج فلمًا وثائقيًّا روائيًّا بمناسبة وفاة الفنان فواز الساجر عام 1988
- أخرج الفلم الوثائقي ذاكرة البحر، في بولونيا 1991

### مسلسلات وبرامج
- مسلسل «الرجال والضباب» لرضوان عقيلي
- مسلسل «عائلة أبو الخير» اشترك في تأليفه مع ماهر السيد
- قدّم أعمالًا موسيقية غنائية منوَّعة.
- قدَّم برنامج «أيام وأنغام» للإذاعة والتلفزة.[2]
- قدَّم حياة بعض الفنانين الكبار مثل: الشيخ علي درويش، عمر البطش، أحمد الأوبري، كميل شمبير.
- كتب وأخرج وقدَّم 64 حلقة بعنوان «مع الموسيقا العربية».
- قدَّم سلسلة «نغم الأمس» بطولة (غنائية) الأستاذ صباح فخري.
- برنامج سهرة الأسبوع وسهرة الشهر.
- قدَّم مسلسل «نهوند» للكاتب حكمت محسن.
- قدَّم مسلسل «من وحي كتاب الأغاني للأصفهاني - زرياب».

## مؤلفاته
كتاب «حلب بيت النغم» عن تاريخ الموسيقا في حلب، الناشر: دار طلاس ــ دمشق 2008، عدد الصفحات: 575 صفحة من القطع الكبير.
قال عنه الكاتب خطيب بدلة في صحيفة البيان الإماراتية: يمكن لمن يقرأ كتاب «حلب بيت النغم» للمخرج المخضرم جميل ولاية أن يعدَّه سيرة ذاتية موسعة للكاتب، وفي الوقت ذاته هو بحث غني ومعمق في الموسيقا العالمية عمومًا، والعربية خصوصًا، وعَلاقة حلب بها. يتضمَّن البحثُ تاريخ هذه الموسيقا، ونشأتها، وتطورها، وتلاقح موسيقا الشعوب بعضها ببعض، وأصل السلالم، وتاريخ الآلات الموسيقية، وأسرار الأصوات، والمقامات، والنغمات، وأزمانها، وقياساتها.

## وفاته
توفي في دمشق يوم الأربعاء 18 ربيع الأول 1434هـ الموافق 30 يناير (كانون الثاني) 2013 م.